# 薛曇尚
薛 曇尚（せつ どんしょう、生没年不詳）は、北魏末から東魏にかけての官僚。本貫は代郡。

## 経歴
薛虎子の子として生まれた。御史を初任とし、奉朝請を加えられた。517年（熙平2年）、徐州の穀陽戍主に任じられ、行南陽平郡事をつとめた。母が死去すると、服喪のため職を去った。521年（正光2年）、柔然の婆羅門が涼州で北魏への帰順を求めてくると、曇尚は封熙とともにその応接にあたった。正光年間、孝明帝が南朝梁と国境を接する陽平郡に派遣する人材を求めると、蕭宝寅が曇尚を推挙したため、曇尚は陽平郡に赴任した。
525年（孝昌元年）、徐州刺史の元法僧が反乱を起こして梁につくと、曇尚は元法僧の使者を斬って、その首級を安楽王元鑑のもとに送った。曇尚は梁の将軍の王希聃に敗れ、捕らえられて建康に送られた。梁の武帝による礼遇を受け、帰国を望んで許された。洛陽に帰ると、孝明帝によりもとの官に戻された。
528年（武泰元年）、曇尚は員外散騎常侍となり、朝廷の意を受けて爾朱栄のもとに使者として赴き、その動向を観察した。同年（建義元年）、司徒左長史・兼吏部尚書に任じられた。晋陽に赴き、爾朱栄に官を授与した。洛陽に帰ると、永安侯の爵位を受けた。まもなく後将軍・定州刺史に任じられた。530年（永安3年）、爾朱栄が死去すると、曇尚は魏蘭根に代わって持節・兼尚書・北道行台に任じられた。後に鎮東将軍・金紫光禄大夫となった。532年（太昌元年）、征東将軍の号を加えられ、行兗州事をつとめた。
東魏の天平年間、驃騎大将軍・斉州刺史に任じられた。曇尚は3州の刺史を歴任したが、いずれも貪婪残虐の不評を買った。鄴に帰り、将作大匠に任じられた。後に在官のまま死去した。享年は61。都督瀛滄二州諸軍事・本将軍・儀同三司・瀛州刺史の位を追贈された。

## 伝記資料
- 『魏書』巻44 列伝第32